# 澤布日多夫斯基叛變事件

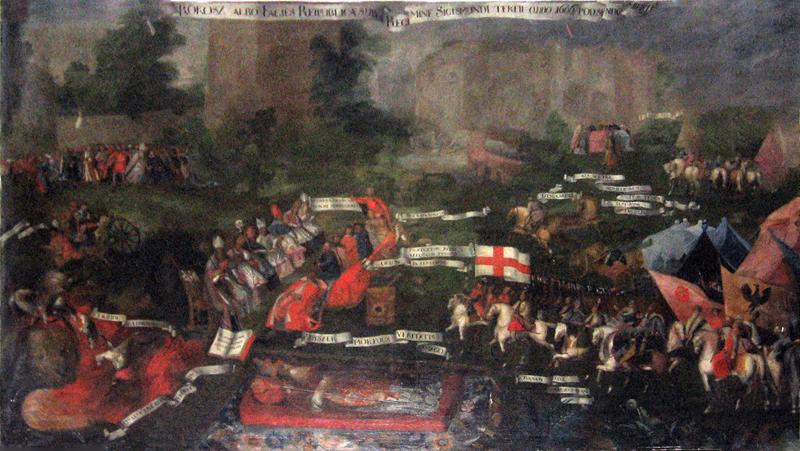
澤布日多夫斯基

澤布日多夫斯基叛變（波蘭語：rokosz Zebrzydowskiego），或稱桑多梅日叛變（波蘭語：rokosz sandomierski），是指1606年至1607年間，發生在波蘭立陶宛聯邦反齊格蒙特三世・瓦薩的貴族所發動的叛變。
齊格蒙特三世遭指偏袒耶穌會會士及外邦人，意圖推動絕對君主制。他致力於建立王位繼承制，剝奪貴族大部份特權，並將議會的權力削減成建議權而無決定權。當時反國王政策勢力的主要領導人為揚・札莫厄斯基，但札莫厄斯基並不主張以軍事行動去對抗君主。新教徒對国王的極端亲天主教態度非常不滿，而国王與极具影響力的札莫厄斯基之間的衝突也不斷升高，造成各方爭議不斷加劇。天主教徒、新教徒、權貴及貴族極力爭國王罷免官員的權力，逼使其驅逐耶穌會會士及外邦人。
由於反對勢力受到武裝壓制，導致皇室權力的信任度下降，叛變事件也在札莫厄斯基過世後爆發。為達目的，叛變者製造了格利尼亞內叛變一事，藉此合理化其反抗君主的軍事行動。叛亂的領導人打算罷黜齊格蒙特三世・瓦薩，讓世俗官員也有資格進入地方議會，並迫使議員嚴格遵守地方議會指示。